# Kallio

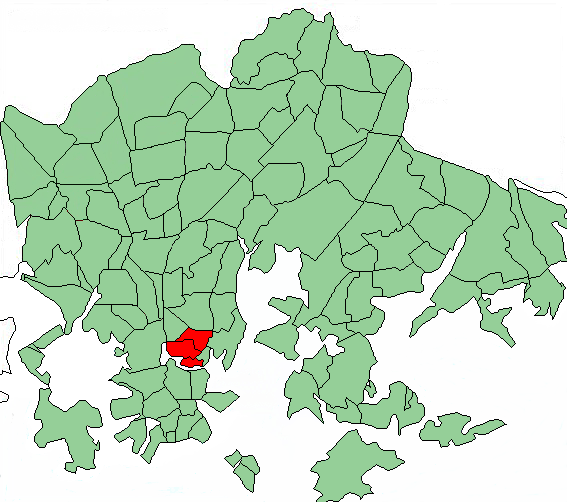
Kallio elhelyezkedése Helsinkin belül

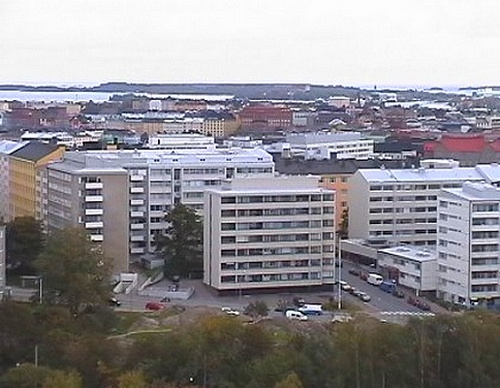
Kallio a Linnanmäki felől

Kallio (svédül Berghäll) Helsinki városrésze, annak 11. kerülete a Belváros keleti részén, Pitkäsiltától északra és a Töölöi öböltől keletre. Kalliohoz tartozik még a tőle délre elhelyezkedő Sörnäinen (sv. Sörnäs) is. A „kallio” finnül sziklát jelent, a kerület több sziklás kiemelkedésre épült. Területe 16 494/km², ez az egyik legsűrűbben lakott terület Finnországban.
Helsinki új városközpontjának 19. századi kialakításakor a város északabbra tolódott. Kallióba gyárak költöztek. A kerület főképp munkásnegyed volt. Bár erről volt híres, mégis sok fiatal és idős is költözött ide. Finnország más területérő ha valaki Helsinkibe költözött, általában először Kallióba költözött. A legtöbb lakás itt kicsi, a bérleti díj is alacsonyabb, mint máshol. A kerület nagyon népszerű a diákok körében ezek miatt.
Kallio és a szomszédos Harju (amit gyakran – tévesen – Kallio részének tekintnek) a bohém élet központja. Ezenfelül híres arról, hogy nagyon sok itt az alkoholista az utcákon, még nappal is. A 90-es években az utcai prostitúció központja volt Helsinkiben.

## Utcanevek
A délnyugat-északkelet irányú utcák híres finn tudósokról vannak elnevezve:
- Porthaninkatu – Henrik Gabriel Porthan – A finn történelem atyja
- Suonionkatu – Julius Krohn – Suonio álnéven alkotott
- Castréninkatu – Matthias Castrén – filológus és etnológus
- Wallininkatu – Georg Austin Wallin – keletkutató és felfedező
- Franzéninkatu – Frans Mikael Franzén – költő
- Agricolankatu – Mikael Agricola – a finn nyelv és irodalom atyja

## Híres kallioiak
- Tarja Halonen – Finnország elnöke – Itt született és a megválasztásáig itt is élt.

## Galéria

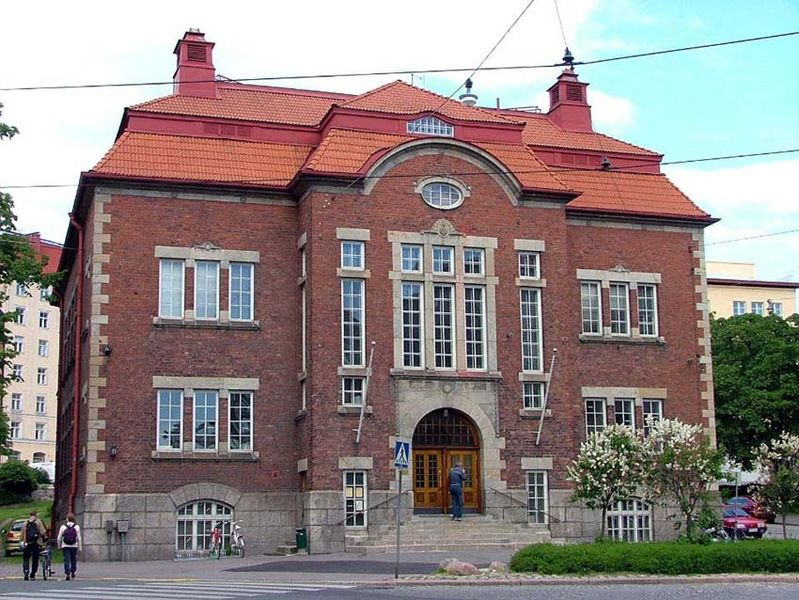
A kallioi könyvtár
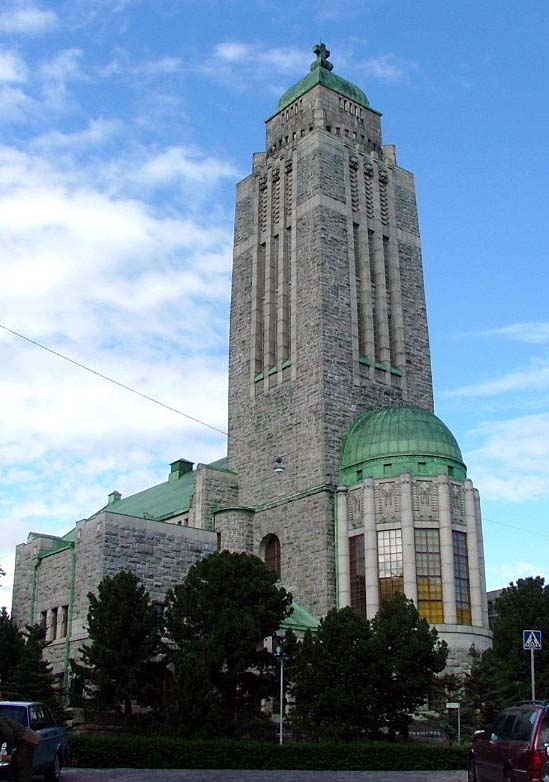
A kallioi templom
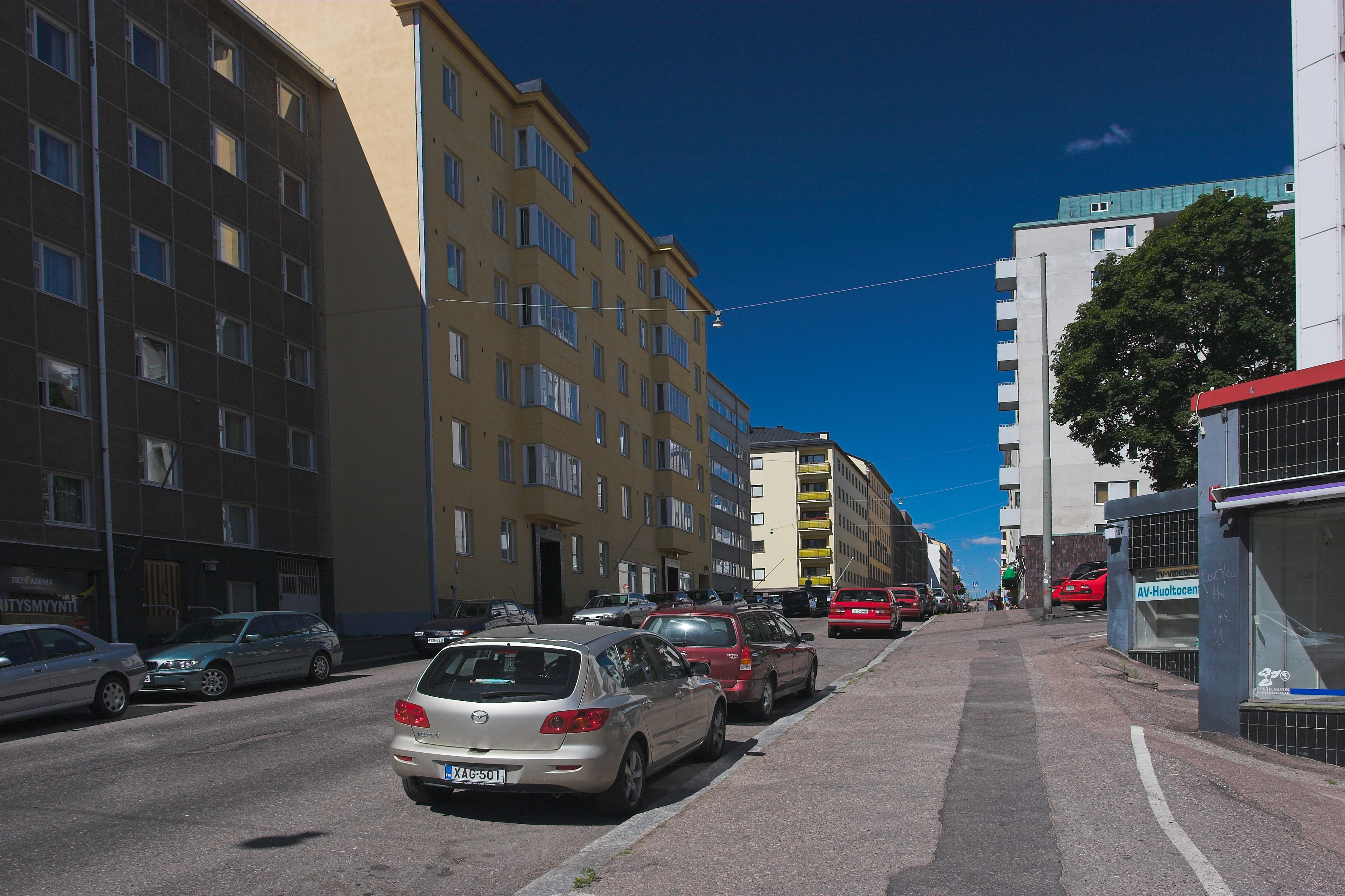
Sziklára épült házak
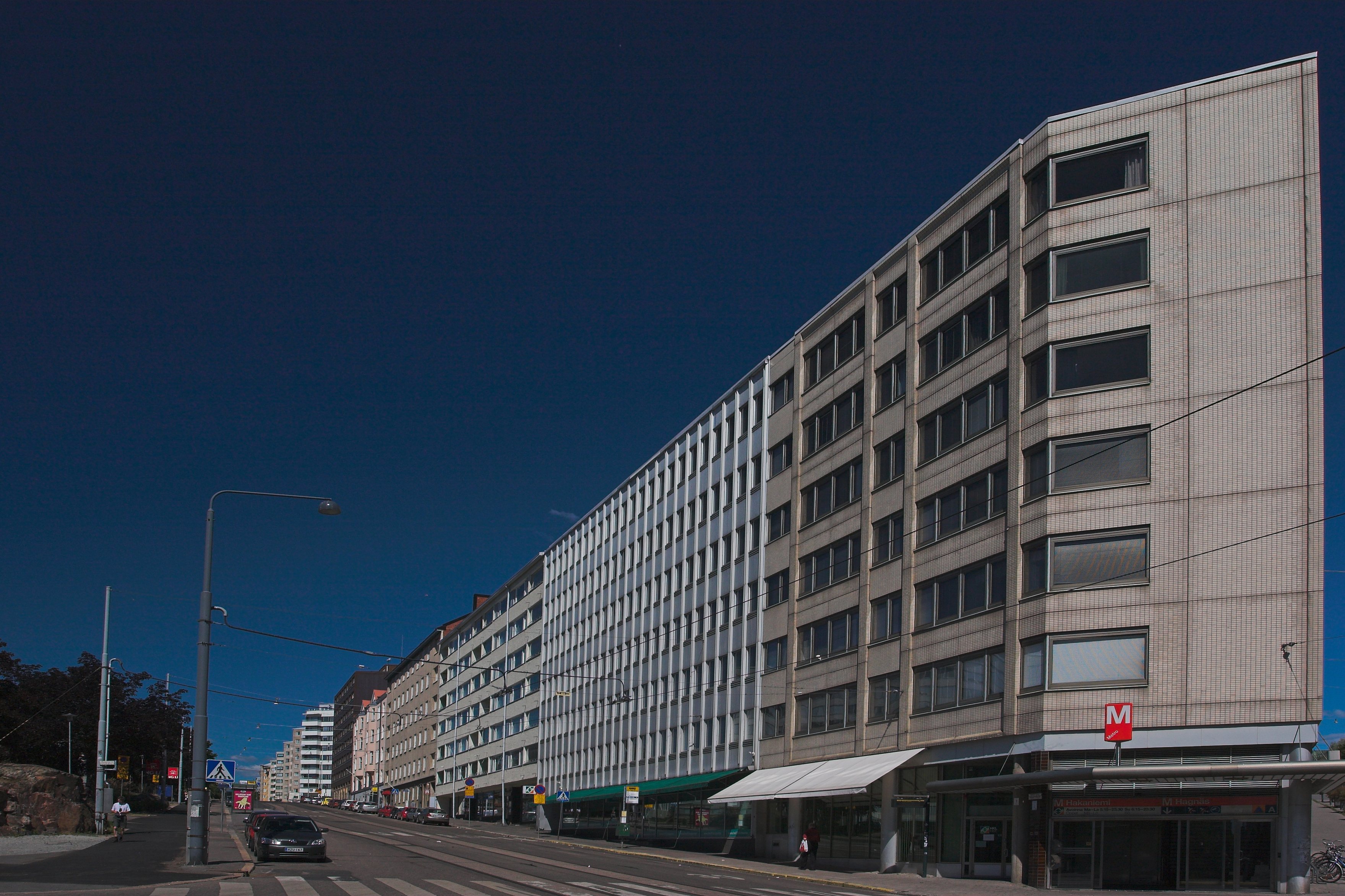
Kallioi utca
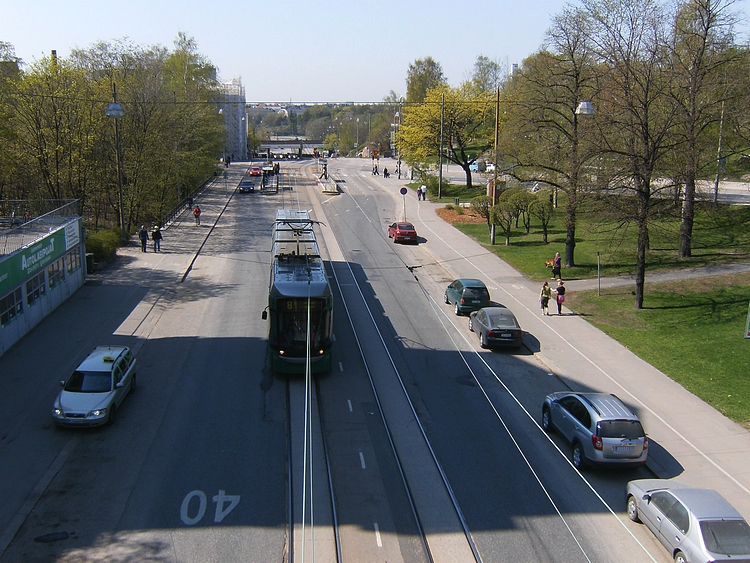
A Wallinkatu
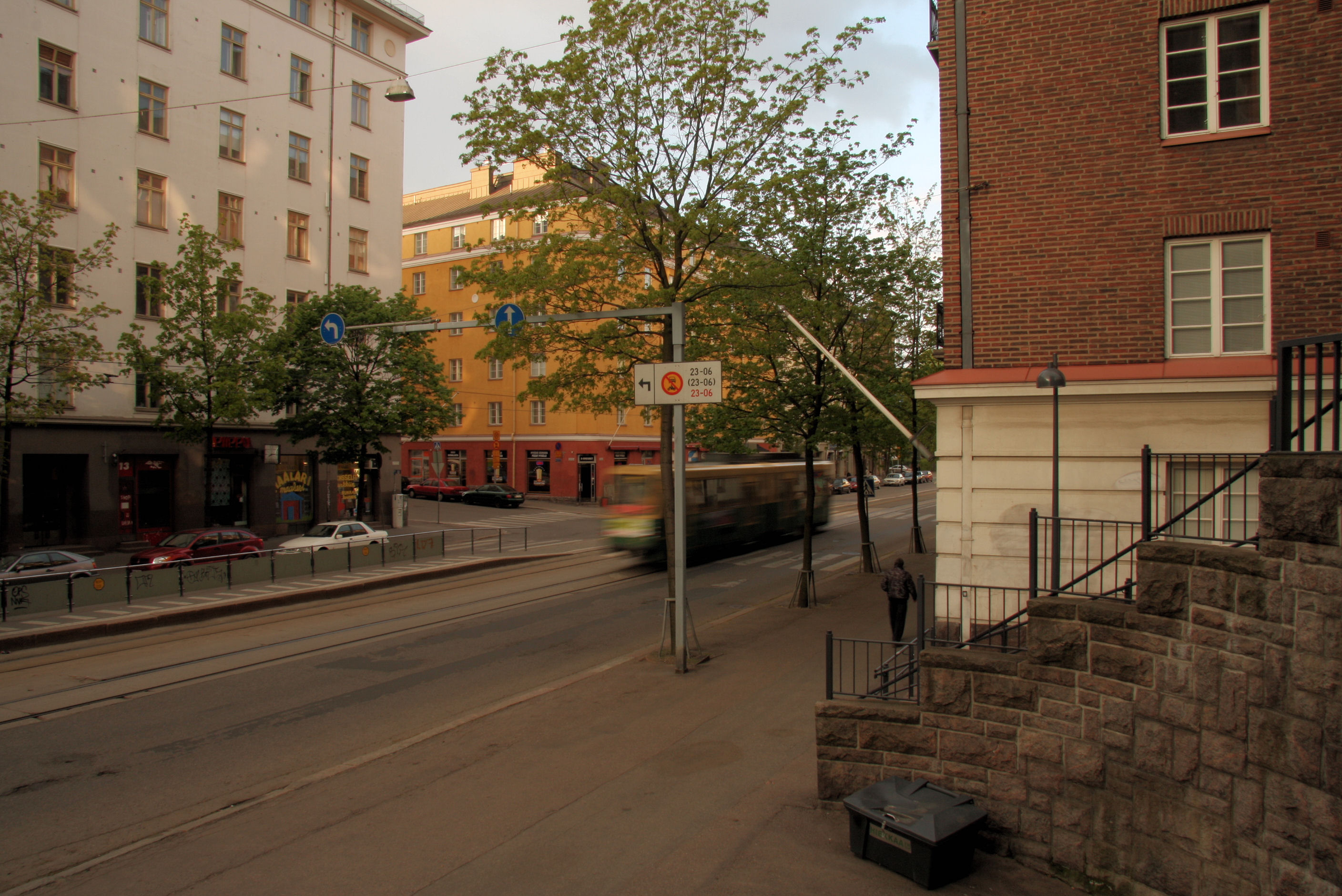
a Helsinginkatu
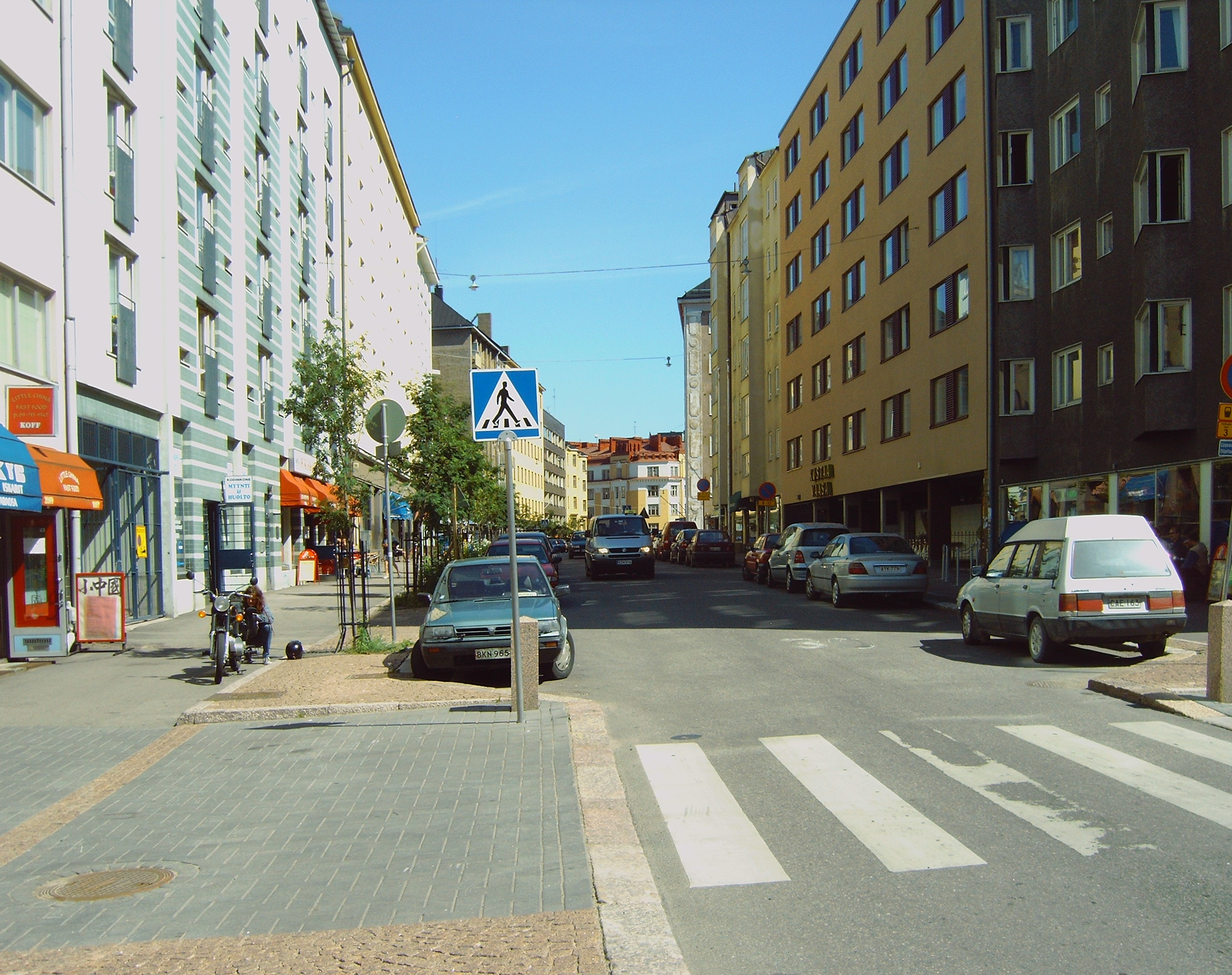
A Vaasankatu
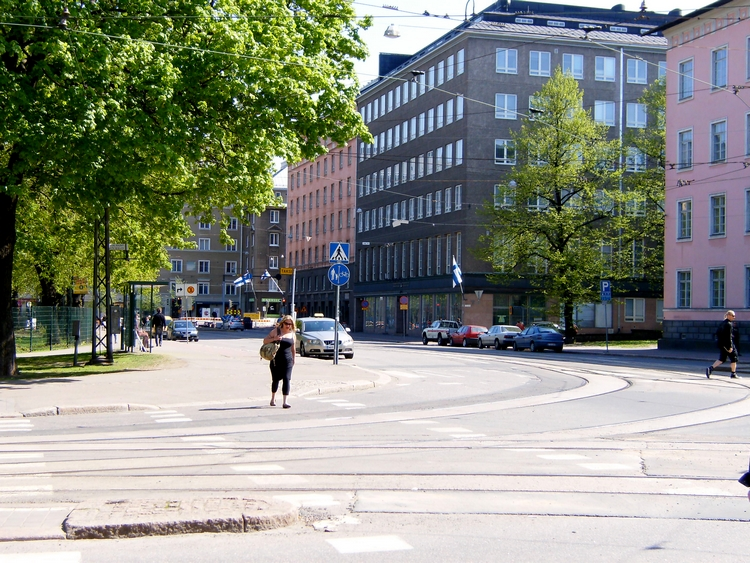
A Latinenbarhenkatu
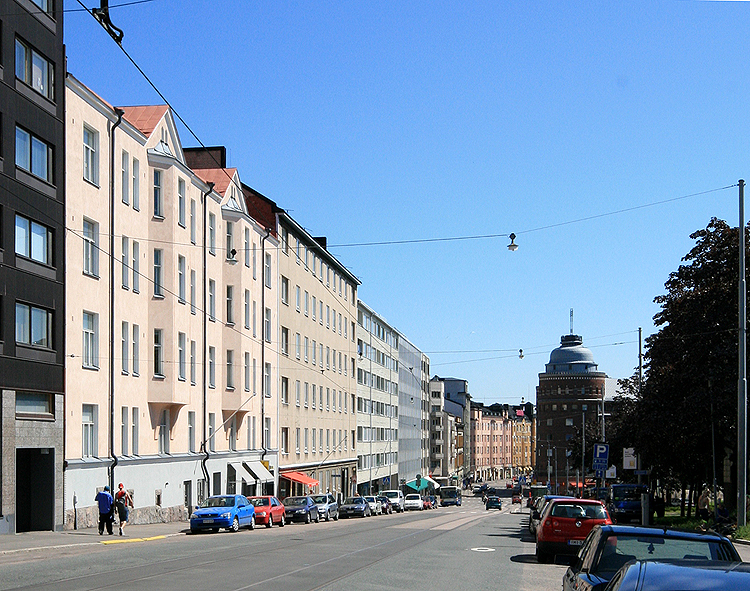
A Toinen linja
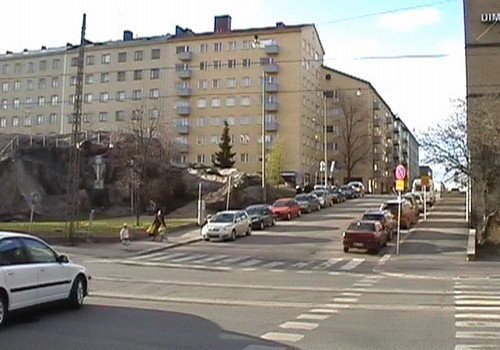
A Kirstinkatu